# Débora Arango
Débora Arango Pérez (Envigado, 11 de noviembre de 1907-Envigado, Antioquia, 4 de diciembre de 2005) fue una artista, y acuarelista colombiana que desarrolló su obra dentro del movimiento expresionista. Es considerada la artista colombiana más importante y polémica; transgresora en su pintura abordó la crítica social y política además de ser la primera pintora colombiana en pintar desnudos femeninos.

## Biografía
Nació el 11 de noviembre de 1907 en la ciudad de Envigado, y murió en Envigado, Antioquia el 4 de diciembre de 2005 a los 98 años. Hija del matrimonio formado por el comerciante Cástor María Arango Días y Elvira Pérez. Fue la séptima de once hermanos en una familia de clase alta.
Su rebeldía comenzó desde muy niña, cuando en complicidad con algunos familiares se vestía de hombre y salía a cabalgar, actividad censurada para las mujeres de la época porque "eso era cosa de hombres".
En 1939 participa en exposición en el Club Unión y obtiene un premio. La muestra desata una enorme polémica en la prensa, la cual politiza la premiación. Se acusa a Débora Arango de realizar obras impúdicas e indecentes. Algunos de los artistas que también exponen, se quejan del premio, entre ellos, Ignacio Gómez Jaramillo. Un año después es invitada por Jorge Eliécer Gaitán a realizar una exhibición individual en el Teatro Colón. La muestra también despierta fuertes polémicas, entre ellas, algunas lideradas desde el periódico El Siglo, de tendencia Conservadora. Pocos días después de abierta la exposición se ordena su cierre.   
Estuvo a punto de ser excomulgada por las reiteradas quejas que la Liga de la Decencia de Medellín por lo "inmoral" de sus cuadros.
Comienza a incursionar en una nueva faceta, caracterizada por la sátira política, en la que interpreta diferentes eventos y el clima de ansiedad, violencia y mortalidad del momento. Utiliza metáforas zoológicas en su arte para aludir a aspectos políticos, algo que se puede ver en su pintura La salida de Laureano. 
Desde 1946 se interesó por la técnica del fresco y estudió la obra de algunos acuarelistas mexicanos. Viajó además por México, Estados Unidos, España, Inglaterra, Escocia, Francia y Austria. En 1955, férreamente consolidada en España la dictadura del general Francisco Franco, presentó una exposición individual en el Instituto de Cultura Hispánica de Madrid; al día siguiente todos sus cuadros fueron retirados por orden de las autoridades franquistas sin ninguna explicación. Ello motivó su inmediato regreso a Medellín, donde ese mismo año expuso en el Centro Colombo-Americano una serie de cerámicas. En 1957 realizó una nueva muestra individual de pinturas en la Casa Mariana de Medellín. Más adelante, en 1964, expuso más de doscientas obras (acuarelas, óleos y cerámicas) en el Museo de Arte Moderno de Medellín y en la Biblioteca Luis Ángel Arango de Santa Fe de Bogotá.
Débora Arango fue la primera mujer colombiana que se atrevió a pintar desnudos, hecho que levantó muchísima polvareda, aunque quizá no tanta como sus retratos de conocidos políticos con forma de animales (por ejemplo, en La salida de Laureano retrató al general golpista Gustavo Rojas Pinilla presidiendo un coro de sapos). A pesar de las controversias que suscitaba su obra, Arango recibió el premio Secretaría de Educación y Cultura de Antioquia a las Artes y Letras como reconocimiento a su aporte cultural.
Algunas de sus pinturas más reconocidas a nivel internacional son Las monjas y el cardenal, El almuerzo de los pobres, El Cristo, Huida del convento, La monja intelectual, En el jardín, Bailarina en descanso, Los cargueros, Los matarifes , Retrato de un amigo, a Mateo Blanco, quien fue su mejor amigo en los últimos años de su vida, el mural de la Compañía Colombiana de Empaques en Medellín titulado Alegoría a los cultivadores de fique (1947). Este mural se encuentra actualmente en las oficinas de los almacenes Éxito, en Envigado. ´También destacan sus obras relacionadas con los hechos ocurridos el 9 de abril de 1948, conocidos como el Bogotazo, y con la caída del presidente de la república Laureano Gómez. Al inicio de los años sesenta realizó una serie de pinturas para ilustrar el vía crucis en la capilla de la casa de retiros Betania, ubicada en la ciudad de Barranquilla.

## Estilo
Las pinceladas dramáticas y "visibles" son consistentes en todas las obras de arte de Arango. Debido a que gran parte de su arte tiene implicaciones políticas y / o sociales, la técnica de Arango se utiliza para evocar emociones e inspirar al espectador. Es por esto que Arango se caracteriza a menudo como una expresionista figurativa. El expresionismo puede ser identificado por la alteración y distorsión de la realidad para transmitir un significado subjetivo, y esto es ciertamente evidente en las obras de Arango. Su estilo, junto con su tema social y político, también es un factor por el cual el trabajo de Arango a menudo fue pasado por alto y rechazado durante gran parte de su carrera. El cubismo era el movimiento popular en este momento, y Arango se negó a atender lo que se consideraba aceptable.

## Contexto social/político
A lo largo de una carrera que abarcó casi ocho décadas, Arango desafió constantemente la tradición y provocó controversia en sus obras. Fueron sus pinturas de desnudos femeninos lo que instigó el debate; etiquetados como obscenos por la Iglesia católica, también fueron rechazados por el público y otros artistas. El papel de la mujer en la sociedad es un tema principal en muchas de las obras de Arango. Representó en imágenes a las mujeres en una manera que no se veían normalmente: por ejemplo, prostitutas o unas mujeres en prisión. El estilo expresionista que emplea en Justicia (1942) llama la atención sobre los efectos negativos que la prostitución puede tener en las mujeres. En Amanecer (1940), se representa una escena de la vida nocturna urbana, que explora los roles de las mujeres como secundarios a los hombres. Ningún otro artista colombiano estaba explorando estos temas de mujeres en el mundo en este momento, lo que los hace aún más provocativos e innovadores.
En 1944, Arango se unió a un grupo de artistas que, al igual que los muralistas mexicanos de la época, destacaban la importancia del arte público, murales accesibles para todos. Este grupo escribió un manifiesto de sus ideas que presentaron como "Manifiesto de los Independientes", enfatizando su deseo de usar el arte para iluminar al público. Arango también fue una de las primeras personas en utilizar su obra de arte para desafiar al corrupto gobierno colombiano. En los años cincuenta y sesenta, en un período llamado "La Violencia" ; como sugiere el título, en este prevaleció la violencia y el gobierno fue directamente responsable de gran parte de ella, organizando incluso masacres de su gente. Hubo una guerra civil entre liberales y conservadores, y se luchó, en su mayor parte, a través de guerra de guerrillas. El tren de la muerte, El cementerio de la chusma y/o mi cabeza ilustran sus sentimientos y un fuerte mensaje en contra de las acciones de este gobierno durante ese periodo de tiempo.

## Legado

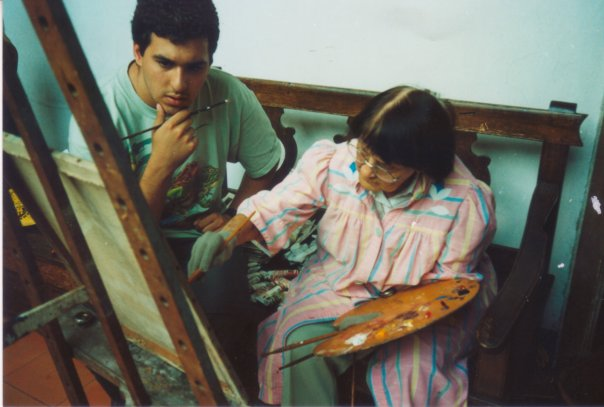
Arango junto con Mateo Blanco.

Débora Arango donó 233 piezas de su obra de arte al Museo de Arte Moderno de Medellín en 1986. Aunque a menudo fue rechazada  durante los años en que estaba produciendo algunas de sus obras más provocativas, ahora es considerada como una de los artistas más importantes de Colombia, como una feminista y como  una artista política. Recibió la Orden de Boyacá, el homenaje más alto de Colombia, en 2005. Antes de morir, legó a su discípulo, el pintor y escultor colombiano Mateo Blanco sus conocimientos. Murió el 4 de diciembre de 2005, a los 98 años de edad, y solo dejó de trabajar unos años antes de su muerte, cuando su cuerpo simplemente ya no le permitía pintar. 

### Obras de arte seleccionadas
- Amanecer,1940, Museo de Arte Moderno de Medellín.
- Primera Comunión, 1942, Museo de Arte Moderno de Medellín.
- Hermanas de la Caridad, 1942, Museo de Arte Moderno de Medellín.
- Adolescencia, 1944, Museo de Arte Moderno de Medellín.
- Justicia, 1944, Museo de Arte Moderno de Medellín.
- La masacre del 9 de abril de 1950, Museo de Arte Moderno de Medellín.
- El Tren de la Muerte, 1950, Museo de Arte Moderno de Medellín.
- El cementerio de la chusma y/o Mi Cabeza, 1950, Museo de Arte Moderno de Medellín .
- La República, 1950, Museo de Arte Moderno de Medellín.
- La huelga estudiantil, 1957, Museo de Arte Moderno de Medellín.
- Junta Militar, 1957, Museo de Arte Moderno de Medellín.

### Exhibiciones selectas
- 1939: Exposición de pintura entre profesionales. Club Unión, Medellín, Antioquia.
- 1940: Salón Nacional colombiano de Artistas. Bogotá, Colombia
- 1944: Exposición Nacional de Medellín. Medellín , Colombia
- 1984: Biblioteca Luis Ángel Arango. Bogotá, Colombia
- 1984: Museo de Arte Moderno de Medellín. Medellín, Colombia

## Reconocimientos
- Existe una escuela de artes con su nombre, ubicada en el municipio de Envigado que ofrece carreras profesionales en Artes Plásticas, Música y Teatro.

- Desde el 29 de noviembre de 2016, su imagen aparece en el billete de 2.000 pesos colombianos como parte de la nueva familia de billetes que puso en circulación el Banco de la República.

- El 20 de marzo de 2018 se estrenó la serie biográfica "Débora, la mujer que desnudó a Colombia", acerca de su vida y su pasión, la cual fue transmitida por el canal Teleantioquia.
- Durante su carrera Débora recibió  el Premio a las Artes y a las Letras
- Recibió la Medalla al Mérito Artístico y Cultural
- Recibió la Cruz de Boyacá en su grado máximo
- Recibió el título de Maestra honoris causa en Artes y Letras de la Universidad de Antioquía.
- Durante 2002, se lleva a cabo el proceso de construcción de la planta física y a partir de 2008, se da vida jurídica al nuevo colegio en Bogotá, mediante la Resolución 198 de enero 28 con el nombre de Débora Arango Pérez.
- Recibió la medalla Gerardo Arellano concedida por el ministerio de Educación Nacional
- Recibió la medalla Porfirio Barba Jacob concedida por la alcaldía de Medellín